# سونيك أند ذا بلاك نايت
سونيك أند ذا بلاك نايت (بالإنجليزية: Sonic and the Black Knight؛ باليابانية: ソニックと暗黒の騎士 ، سونيكوه تو أنكوكوه نو كيشي أي «سونيك وفارس الظلام» حرفياً) هي لعبة فيديو من سلسلة ألعاب القنفذ سونيك وهو يملك السلاح ويحارب بالسيف. أنتج سيجا هذه اللعبة في عام 2009 وبرمجه سونيك تيم، ولعبة متوفرة حصرياً على الجهاز الوي. هذه اللعبة تابعة للعبة سونيك أند ذا سيكرت رينغز.